# Vilma Kovács
Vilma Kovács, née le 13 octobre 1883 à Szeged et morte en mai 1940 à Budapest, est une psychanalyste hongroise. Elle est une pionnière de la psychanalyse en Hongrie et de l'école hongroise de psychanalyse.

## Biographie
Elle fait une analyse avec Sándor Ferenczi en 1921, se forme comme psychanalyste et devient une personnalité de premier plan de l'Association psychanalytique hongroise et une proche collaboratrice de Ferenczi. Elle est acceptée comme membre de l'association en 1924 et est responsable du comité de formation à partir de 1925. Elle organise les séminaires de l'association et institutionnalise avec Ferenczi le dispositif de formation des analystes, notamment en exigeant que la supervision durant la formation soit faite par l'analyste du candidat. Elle est l'analyste d'Imre Hermann et de Geza Roheim.
Avec son mari, l'architecte Frédéric Kovács, elle soutient l'essor de la psychanalyse et l'accès au soin, notamment en finançant la policlinique psychanalytique installée dans l'immeuble construit par son mari, au no 12 de la rue Mészáros à Budapest. Cette clinique est d'abord dirigée par Ferenczi, puis par Michael Balint à partir de 1931. L'une de ses filles, Alice Balint, devient à son tour analyste.
Elle n'a publié que cinq articles, notamment en 1928, mais ses réflexions sur les questions de formation des analystes ont contribué à la définition d'un style analytique propre à l'« École de Budapest ». Elle a notamment contribué aux réflexions sur la technique active (1928) récemment théorisée par Ferenczi, et, en 1935, a publié un article consacré à l'analyse didactique et l'analyse de contrôle diffusé en anglais et en français.

## Publications
- Ein Fall von « tic convulsif », Internationale Zeitschrift für Psychoanalyse, XI, 3, p. 318-324, 1925.
- L'héritage de Fortunatus, Le Coq-Héron, 139, 1995, p. 65-68 (Das Erbe des Fortunatus, Imago, XII, 2-3, p. 321-327, 1926).
- Beispiel zur aktiven Teknik, Internationale Zeitschrift für Psychoanalyse, XVI, 3, p. 405-408, 1928 (trad. Le coq-Héron, 123, 1992, p. 21-23).
- Wiederholungstendenz und Charakterbildung, Internationale Zeitschrift für Psychoanalyse, XVII, 4, p. 449-463 (Le Coq-Héron, 123, 1992, p. 24-33).
- Lehranalyse und Kontrollanalyse, Internationale Zeitschrift für Psychoanalyse, XXI, 4, p. 515-524, 1935 (Training and Control-analysis, International Journal of Psycho-Analysis, XVII, 3, p. 346-354.